# 孙新阳
孙新阳（1964年6月—），中华人民共和国政治人物，陕西富平人。1984年7月参加工作，1988年9月加入中国共产党。西安交通大学机械工程系机械工程专业毕业，西安交通大学管理学院经济法专业硕士研究生学历，法学硕士。曾任中央纪委国家监委驻公安部纪检监察组组长，公安部党委委员，现任中共中央纪委副书记、国家监察委员会副主任。中共第十九届、二十届中央纪委委员。
孙新阳是中共中央总书记习近平的同乡，也曾经是其兄长习正宁的下属。

## 生平
1980年9月，在西安交通大学机械工程系机械工程专业学习。1984年7月，任陕西机械学院教师。1987年8月，在西安交通大学管理学院经济法专业学习。
1990年7月，历任海南省法制局主任科员、副处长、处长；海南省质量技术监督局副局长；中共海南省纪委秘书长、常委、副书记；中共万宁市委书记等职。1987年到1998年间，同为陕西富平同乡的习正宁在海南省先后担任省司法厅厅长和省委政法委书记。
2012年4月，升任中共海南省委常委，5月兼任省委秘书长、省直属机关工委书记。2015年5月，改任中共海南省委常委、海口市委书记。
2016年11月，任中共江西省委常委、省纪委书记。2018年1月，当选为江西省监察委员会主任。同年2月24日，当选为第十三届全国人大代表。
2020年3月，调任中央纪委国家监委驻公安部纪检监察组组长，随后公安部副部长孙力军即被审查调查。
2022年10月，当选为中共中央纪委副书记，且担任国家监察委员会副主任。